# Демерджи (река)
Демерджи (укр. Демерджі, крымскотат. Demirci, Демирджи) — река в Крыму, на территории городского округа Алушта, длиной 13 километров с площадью бассейна 53,4 км², среднегодовой расход воды 0,217 м³/с (В. М. Аполлосов в книге «Воды Крыма» 1925 года приводит значение 0,109 м³/с).
Начало реки находится на юго-западном склоне массива Демерджи, у подножия горы Пахкал-Кая в районе перевала МАН. В работе Николая Рухлова «Обзор речных долин горной части Крыма» 1915 года истоки описаны довольно подробно: главное русло получает воду из верхне-юрских горизонтов горы Демерджи и в верховье ранее называлось речка Каска, разветвляющаяся на 6 оврагов. Самый северный (собственно река) назывался Зынган-дере, но отличается маловодностью и летом пересыхает, а водоток обеспечивают 3 левых притока, впадающих ниже по течению. Основное количество воды поступает из многочисленных горных источников в районе демерджинского обвала (хаос), самыми мощными из которых Рухлов считал Парткун (современный Партакуль-Су) с дебетом 24720 вёдер в сутки, по мнению историков, питавший ещё в средневековье водой крепость Фуну и поселение посредством водопровода из гончарных труб; Айян-Су — 320080 вёдер и Акустади (испорченное Ай-Костанди) — 7428 вёдер. Также известен родник Эски-Кайнун-Су, не упомянутый Рухловым, но подробно описанный другими исследователями с дебетом 23800 вёдер в сутки. Также истоками являются родники Керечлер и Керчь (оба названия происходят от крымскотатарского крымскотат. kirec, киреч — известь), расположенные на высоте 774 и 776 м с дебетом на 1915 год 25280 вёдер. К бассейну Демерджи относится и каптированный источник Индек-Чокрак.
Долина реки, имеющая в верховье сильный уклон и больше похожая на ущелье, практически безлесна, сложена глинистыми сланцами. Для реки характерны резкие ливневые паводки, случаются селевые потоки (паводок 1997 года имел расход воды более 100 м³/с. Для защиты от наводнений в 1986 году, в 8 км от устья, было сооружено Кутузовское водохранилище объёмом 1,11 млн м³ и площадью 9,4 гектара. У реки, согласно справочнику «Поверхностные водные объекты Крыма», 7 безымянных притоков, длиной менее 5 километров и 2 значительных: Алагёз, впадающий слева в 0,7 км от устья и балка Шумская, которую иногда считают правой составляющей Демерджи. На современных подробных картах обозначены некоторые притоки: впадающие слева ручей Шаха-узень и овраг Кемал-Харыма-Дереси и справа — овраг Хаячихлар-Дереси
В низовье долина несколько расширяется, соединяясь с соседней, Улу-Узеньской долиной и протекает через Алушту, впадая в Чёрное море в восточной части города. Водоохранная зона реки установлена в 100 м.